# Ⱘ
Cette page contient des caractères spéciaux ou non latins. S’ils s’affichent mal (▯, ?, etc.), consultez la page d’aide Unicode.
Ious bolchoï (Юс большой en cyrillique, « grand ious » ; capitale Ⱘ, minuscule ⱘ) est la 37e lettre de l'alphabet glagolitique.

## Linguistique
La lettre sert à noter le phonème /ɔ̃/.

## Historique
La lettre provient de la ligature des lettres Ⱁ et Ⱔ.

## Représentation informatique
- Unicode :
  - Capitale Ⱘ : U+2C28
  - Minuscule ⱘ : U+2C58